# Опроштај Словенке
Опроштај Словенке (рус. Прощание славянки) руски је марш написан 1912. или 1913. Марш је, инспирисан догађајима из Првог балканског рата, написао Василиј Агапкин, главни заповедник Седмог коњичког пука. Популарност овог марша потиче од једноставности. Мелодија је својствена — глатка мелодијска кретања уз оштре и јасне тонове.